# Chilongius
Chilongius là một chi nhện trong họ Gnaphosidae.